# Première Division 2004/05 (Burkina Faso)
In 2004/05 werd het 43ste seizoen gespeeld van de Première Division, de hoogste voetbalklasse van Burkina Faso. Rail Club du Kadiogo werd kampioen. De competitie werd met twee clubs uitgebreid ten opzichte van vorig seizoen. 

## Eindstand
| Plaats | Club                                | Wed. | W  | G  | V  | Saldo | Ptn. |
| ------ | ----------------------------------- | ---- | -- | -- | -- | ----- | ---- |
| 1.     | Rail Club du Kadiogo                | 26   | 16 | 9  | 1  | 38:8  | 57   |
| 2.     | US Ouagadougou (B)                  | 26   | 14 | 8  | 4  | 38:13 | 50   |
| 3.     | US des Forces Armées                | 26   | 15 | 5  | 6  | 48:25 | 50   |
| 4.     | Étoile Filante Ouagadougou          | 26   | 14 | 5  | 7  | 36:15 | 47   |
| 5.     | AS Faso-Yennenga                    | 26   | 13 | 7  | 6  | 40:20 | 46   |
| 6.     | Santos FC                           | 26   | 11 | 9  | 6  | 42:37 | 42   |
| 7.     | US Comoé de Banfora                 | 26   | 9  | 10 | 7  | 23:23 | 37   |
| 8.     | AS Fonctionnaires                   | 26   | 9  | 7  | 10 | 26:25 | 34   |
| 9.     | Racing Club de Bobo                 | 26   | 9  | 6  | 11 | 28:28 | 33   |
| 10.    | AS SONABEL                          | 26   | 10 | 2  | 14 | 22:45 | 32   |
| 11.    | USFRAN Bobo-Dioulasso               | 26   | 4  | 10 | 12 | 20:29 | 22   |
| 12.    | ASEC Koudougou (P)                  | 26   | 3  | 10 | 13 | 12:41 | 19   |
| 13.    | Jeunesse Club de Bobo-Dioulasso (P) | 26   | 2  | 8  | 16 | 19:55 | 14   |
| 14.    | Sanmategna FC (P)                   | 26   | 2  | 6  | 18 | 14:44 | 12   |

|     | Kampioen, geplaatst voor CAF Champions League 2006      |
|     | Bekerwinnaar, geplaatst voor CAF Confederation Cup 2006 |
|     | Degradatie-eindronde                                    |
|     | Degradatie naar de Deuxième Division                    |
| (B) | Bekerwinnaar                                            |
| (P) | Promovendus uit de Deuxième Division                    |

## Internationale wedstrijden
CAF Champions League 2006
| Team #1              | Uitslag | Team #2   | 1e wed | 2e wed |
| -------------------- | ------- | --------- | ------ | ------ |
| Rail Club du Kadiogo | 1-2     | USM Alger | 1-1    | 0-1    |

CAF Confederation Cup 2006
| Team #1   | Uitslag | Team #2        | 1e wed | 2e wed |
| --------- | ------- | -------------- | ------ | ------ |
| ES Zarzis | 2-0     | US Ouagadougou | 2-0    | 0-0    |